# Buttree Puedpong
Buttree Puedpong –en tailandés, บุตรี เผือดผ่อง– (16 de octubre de 1990) es una deportista tailandesa que compite en taekwondo.
Participó en los Juegos Olímpicos de Pekín 2008, obteniendo una medalla de plata en la categoría de –49 kg. Ha ganado una medalla de bronce en el Campeonato Mundial de Taekwondo de 2009 en la categoría de –46 kg.

## Palmarés internacional
| Juegos Olímpicos   | Juegos Olímpicos       | Juegos Olímpicos  | Juegos Olímpicos |
| Año                | Lugar                  | Medalla           | Categoría        |
| ------------------ | ---------------------- | ----------------- | ---------------- |
| 2008               | Pekín (China)          | Medalla de plata  | –49 kg           |
| Campeonato Mundial |                        |                   |                  |
| Año                | Lugar                  | Medalla           | Categoría        |
| 2009               | Copenhague (Dinamarca) | Medalla de bronce | –46 kg           |